# Saison 2 de Burn Notice
Chronologie
Saison 1 Saison 3
Cet article présente le guide des épisodes de la deuxième saison de la série télévisée américaine Burn Notice.

## Généralités
Cette deuxième saison est composée de 16 épisodes.

### Synopsis
Michael Westen est un agent secret qui est subitement mis à pied en plein milieu d'une opération. Il se retrouve à Miami sans savoir pourquoi, sans emploi, sous étroite surveillance d'agences fédérales et sans pouvoir quitter la ville. Michael est alors obligé de survivre en menant des opérations pour divers clients à Miami. Aidé par une ex-petite amie, Fiona, ancien membre de l'IRA, et Sam, un ancien soldat à la retraite, Michael utilise son expérience et des techniques d'espionnage pour venir à bout d'affaires que la police seule ne saurait résoudre. Parallèlement, Michael cherche activement à savoir pourquoi il a été « licencié ».

## Distribution de la saison

### Acteurs principaux
- Jeffrey Donovan (VF : Bertrand Liebert) : Michael Westen
- Gabrielle Anwar (VF : Nathalie Karsenti) : Fiona Glenanne (en)
- Bruce Campbell (VF : Thierry Mercier) : Sam Axe (en)
- Sharon Gless (VF : Michelle Bardollet) : Madeline Westen

### Acteurs récurrents
- Seth Peterson (VF : Dominique Guillo) : Nate Westen
- Marc Macaulay (en) (VF : Érik Colin) : agent Harris
- Brandon Morris (VF : Antoine Tomé) : agent Lane
- Paul Tei (VF : Vincent Ribeiro) : Barry
- Tricia Helfer (VF : Laura Préjean) : Carla
- Michael Shanks (VF : William Coryn) : Victor
- Anthony Shell (VF : Laurent Cohen) : Stephenson

### Invités
- Cindy Pickett (en) (VF : Blanche Ravalec) : Diane (épisode 3)
- Robin Givens (VF : Chantal Baroin) : Candi (épisode 5)
- Rob Benedict (VF : Fabien Jacquelin) : Eddie Ash (épisode 6)
- Ben Watkins (VF : Benjamin Pascal) : Ricky Watkins (épisode 6)
- Silas Weir Mitchell (VF : Constantin Pappas) : Seymour (épisodes 7 et 12)
- Tim Matheson (VF : Bruno Dubernat) : Larry Sizemore (épisode 8)
- Amy Pietz (VF : Céline Duhamel) : Jeannie Anderson (épisode 8)
- Stacy Haiduk (VF : Patricia Piazza) : Rachel (épisode 10)
- Joel Gretsch (VF : Arnaud Arbessier) : Scott Chandler (épisode 12)
- Marla Sokoloff (VF : Laëtitia Lefebvre) : Melanie (épisode 12)
- Mark Sheppard (VF : Fabien Jacquelin) : Tom Prescott (épisode 13)
- Jay Karnes (VF : Stéphane Ronchewski) : Tyler Brennen (épisode 15)
- Dina Meyer (VF : Laura Blanc) : Samantha (épisode 15)
- John Mahoney : le mystérieux Directeur (épisode 16)

## Épisodes

### Épisode 1:La Menace invisible
- États-Unis : 10 juillet 2008 sur USA Network[1]
- Belgique : 5 janvier 2010 sur RTL-TVI
- Québec : 8 février 2010 sur Séries+
- Suisse : 3 avril 2010 sur TSR2
- France : 
  - 19 avril 2010 sur 13ème rue
  - 24 août 2010 sur M6

- Tricia Helfer (Carla)

### Épisode 2:Les Faussaires
- États-Unis : 17 juillet 2008 sur USA Network
- Belgique : 5 janvier 2010 sur RTL-TVI
- Québec : 15 février 2010 sur Séries+
- Suisse : 17 avril 2010 sur TSR2
- France : 
  - 19 avril 2010 sur 13ème rue
  - 24 août 2010 sur M6

### Épisode 3:L'Arnaque
- États-Unis : 24 juillet 2008 sur USA Network
- Belgique : 12 janvier 2010 sur RTL-TVI
- Québec : 22 février 2010 sur Séries+
- Suisse : 17 avril 2010 sur TSR2
- France : 
  - 26 avril 2010 sur 13ème rue
  - 31 août 2010 sur M6

### Épisode 4:Le Faux Ami
- États-Unis : 31 juillet 2008 sur USA Network
- Belgique : 12 janvier 2010 sur RTL-TVI
- Québec : 1er mars 2010 sur Séries+
- Suisse : 24 avril 2010 sur TSR2
- France : 
  - 26 avril 2010 sur 13ème rue
  - 31 août 2010 sur M6

### Épisode 5:Les Professionnels
- États-Unis : 7 août 2008 sur USA Network
- Belgique : 19 janvier 2010 sur RTL-TVI
- Québec : 8 mars 2010 sur Séries+
- France : 
  - 3 mai 2010 sur 13ème rue
  - 7 septembre 2010 sur M6
- Suisse : 8 mai 2010 sur TSR2

- Oded Fehr (Timo)

### Épisode 6:La Musique dans le sang
- États-Unis : 14 août 2008  sur USA Network
- Belgique : 19 janvier 2010 sur RTL-TVI
- Québec : 15 mars 2010 sur Séries+
- France : 
  - 3 mai 2010 sur 13ème rue
  - 21 septembre 2010 sur M6
- Suisse : 15 mai 2010 sur TSR2

### Épisode 7:Armes fatales
- États-Unis : 21 août 2008 sur USA Network
- Belgique : 26 janvier 2010 sur RTL-TVI
- Québec : 22 mars 2010 sur Séries+
- France : 
  - 10 mai 2010 sur 13ème rue
  - 21 septembre 2010 sur M6
- Suisse : 3 juillet 2010 sur TSR2

### Épisode 8:Permis de tuer
- États-Unis : 11 septembre 2008 sur USA Network
- Belgique : 26 janvier 2010 sur RTL-TVI
- Québec : 29 mars 2010 sur Séries+
- France : 
  - 10 mai 2010 sur 13ème rue
  - 28 septembre 2010 sur M6
- Suisse : 7 août 2010 sur TSR2

Mickael et Sam cherchent des informations sur son nouveau contact. Un espion malhonnête que Mickael croyait mort réapparaît pour lui proposer un travail : un assassinat. Fiona a un nouveau petit ami. Mickael et sa mère doivent voir un nouveau conseiller. Fiona se charge de la protection de la cible.

### Épisode 9:Le Bon Soldat
- États-Unis : 18 septembre 2008 sur USA Network
- Belgique : 2 février 2010 sur RTL-TVI
- Québec : 5 avril 2010 sur Séries+
- France : 
  - 17 mai 2010 sur 13ème rue
  - 28 septembre 2010 sur M6
- Suisse : 14 août 2010 sur TSR2

Mickael et Sam s'informent sur les véritables intentions de Carla. Cambel le nouveau petit ami de Fiona lui parle de son nouveau "client" Henri. Nate est de retour et veut monter une affaire. Mickael prend un rôle de garde du corps. Sam se charge de la surveillance de Carla. Nate se fait arrêter puis la porte d'entrée de Mickael explose…

### Épisode 10:Effet placebo
- États-Unis : 22 janvier 2009 sur USA Network[4]
- Belgique : 2 février 2010 sur RTL-TVI
- Québec : 12 avril 2010 sur Séries+
- France : 
  - 17 mai 2010 sur 13ème rue
  - 5 octobre 2010 sur M6
- Suisse : 28 août 2010 sur TSR2

- Stacy Haiduk (Rachel)

Après l'explosion, Mickael est récupéré par Sam. Malgré les effets secondaire de l'explosion Mickael sauve son nouveau "client" d'une tentative de suicide.

### Épisode 11:Guerre-Éclair
- États-Unis : 29 janvier 2009 sur USA Network
- Belgique : 9 février 2010 sur RTL-TVI
- Québec : 19 avril 2010 sur Séries+
- France : 
  - 24 mai 2010 sur 13ème rue
  - 12 octobre 2010 sur M6
- Suisse : 4 septembre 2010 sur TSR2

### Épisode 12:L'Art du mensonge
- États-Unis : 5 février 2009 sur USA Network
- Belgique : 9 février 2010 sur RTL-TVI
- Québec : 26 avril 2010 sur Séries+
- France : 
  - 24 mai 2010 sur 13ème rue
  - 19 octobre 2010 sur M6
- Suisse : 11 septembre 2010 sur TSR2

### Épisode 13:Huis clos
- États-Unis : 12 février 2009 sur USA Network
- Belgique : 16 février 2010 sur RTL-TVI
- Québec : 3 mai 2010 sur Séries+
- France : 
  - 31 mai 2010 sur 13ème rue
  - 26 octobre 2010 sur M6
- Suisse : 18 septembre 2010 sur TSR2

### Épisode 14:Que justice soit faite
- États-Unis : 19 février 2009 sur USA Network
- Belgique : 16 février 2010 sur RTL-TVI
- Québec : 10 mai 2010 sur Séries+
- France : 
  - 31 mai 2010 sur 13ème rue
  - 2 novembre 2010 sur M6
- Suisse : 25 septembre 2010 sur TSR2[9]

Mickael  rencontre son contact mais l'échange tourne mal. Peu après un homme demande l'aide de Mickael pour arrêter l'assassin de sa fille.

### Épisode 15:L'Échange
- États-Unis : 26 février 2009 sur USA Network
- Belgique : 23 février 2010 sur RTL-TVI
- Québec : 17 mai 2010 sur Séries+
- France : 
  - 7 juin 2010 sur 13ème rue
  - 9 novembre 2010 sur M6
- Suisse : 2 octobre 2010 sur TSR2[11]

### Épisode 16:En route pour l'enfer
- États-Unis : 5 mars 2009 sur USA Network
- Belgique : 23 février 2010 sur RTL-TVI
- Québec : 24 mai 2010 sur Séries+
- France : 
  - 7 juin 2010 sur 13ème rue
  - 9 novembre 2010 sur M6
- Suisse : 9 octobre 2010 sur TSR2[13]

- Garret Dillahunt